# Kastenseeon
Kastenseeon ist ein Ortsteil der Marktgemeinde Glonn im oberbayerischen Landkreis Ebersberg. Der Weiler liegt circa drei Kilometer nordwestlich von Glonn.
An dem Weiler ist der Kastenseeoner See samt Strandbad gelegen. Als Toteissee bildet er mit den anliegenden Kesselmooren ein FFH-Schutzgebiet. Der Taferlberg ist ein bewaldeter Hügel.
1929 wurde die Freiwillige Feuerwehr Schlacht-Kirchseeon gegründet, dessen Feuerwehrhaus sich im Nachbarort Schlacht befindet.

## Baudenkmäler
Die katholische, 1878 erbaute Ortskapelle Kastenseeons steht unter Denkmalschutz.